# Mount Windle
Mount Windle är ett berg i Antarktis. Det ligger i Östantarktis. Nya Zeeland gör anspråk på området. Toppen på Mount Windle är 1 970 meter över havet.
Terrängen runt Mount Windle är kuperad norrut, men söderut är den bergig. Trakten är obefolkad. Det finns inga samhällen i närheten.